# والریو دی چزاره
والریو دی چزاره (انگلیسی: Valerio Di Cesare؛ زادهٔ ۲۳ مهٔ ۱۹۸۳) بازیکن فوتبال اهل ایتالیا است.
از باشگاه‌هایی که در آن بازی کرده‌است می‌توان به باشگاه ورزشی لاتزیو، باشگاه فوتبال تورینو، باشگاه فوتبال پارما، باشگاه فوتبال چلسی، باشگاه فوتبال برشا، باشگاه فوتبال باری، باشگاه فوتبال آولینو، و باشگاه فوتبال ویچنزا اشاره کرد.